# Lijst van Commandanten van de SS-Junkerschulen
De Lijst van Commandanten van de SS-Junkerschulen. De SS-Junkerschule (genoemd naar het Duitse predicaat Junker) werd in 1937 als militaire school (Kriegsschule) opgericht en diende tijdens de Tweede Wereldoorlog als opleidingsinstituut voor de Waffen-SS. De commandant (Kommandeur) van deze militaire school voerde de administratieve en algehele leiding over de docenten en leerlingen. Het te voeren beleid en richtlijnen werd door het SS-Führungshauptamt gedicteerd aan de scholen. 

## Bad Tölz

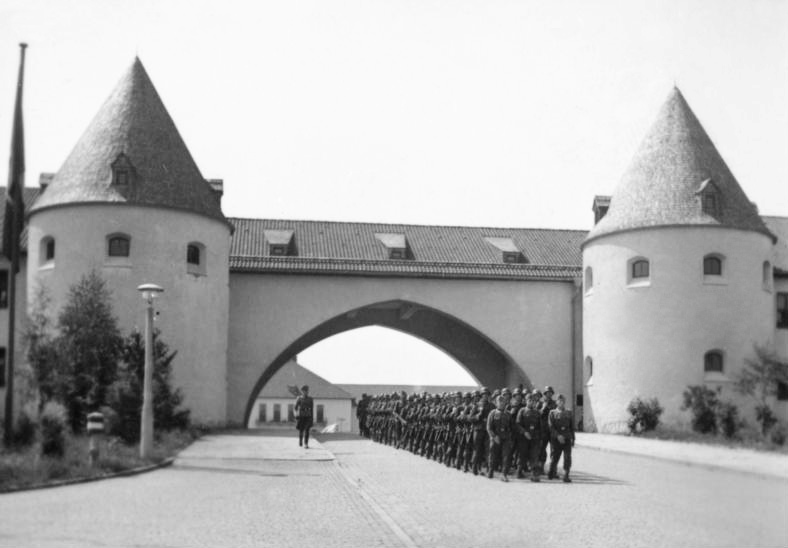
De hoofdingang van Bad Tölz.

| Rang                                           | Naam                      | Begin                              | Eind                               | Opmerking                                                                              |
| ---------------------------------------------- | ------------------------- | ---------------------------------- | ---------------------------------- | -------------------------------------------------------------------------------------- |
| SS-Standartenführer                            | Paul Lettow               | 1 april 1934 - 12 juni 1934        | 16 juli 1935 - 1 oktober 1935      |                                                                                        |
| Oberst                                         | Bernhard Voss             | 16 juli 1935 - 1 oktober 1935      | 20 oktober 1938 - 1 november 1938  | mit der Führung beauftragt (m. d. F. b.) - vrije vertaling: met het leiderschap belast |
| SS-Standartenführer                            | Arnold Altvater-Mackensen | 22 november 1937                   | 31 januari 1938                    |                                                                                        |
| SS-Oberführer                                  | Werner von Schele         | 20 oktober 1938 - 1 november 1938  | 1 mei 1940 - 23 april 1940         |                                                                                        |
|                                                | Julian Scherner           | 23 april 1940 - 1 mei 1940         | 11 juli 1940 - 1 september 1940    |                                                                                        |
| SS-Standartenführer                            | Cassius von Montigny      | 25 juli 1940 - 1 september 1940    | 8 november 1940                    |                                                                                        |
| SS-Standartenführer                            | Werner Dörffler-Schuband  | 12 november 1940 - 1 december 1940 | 10 augustus 1942                   |                                                                                        |
| SS-Brigadeführer en Generalmajor der Waffen-SS | Lothar Debes              | 10 augustus 1942                   | 26 januari 1943 - 15 februari 1943 |                                                                                        |
| SS-Brigadeführer en Generalmajor der Waffen-SS | Gottfried Klingemann      | 26 januari 1943                    | 1 augustus 1943                    |                                                                                        |
| SS-Oberführer                                  | Werner Dörffler-Schuband  | 1 augustus 1943                    | 15 maart 1944                      |                                                                                        |
| SS-Standartenführer                            | Fritz Klingenberg         | 15 maart 1944                      | 12/21 januari 1945                 |                                                                                        |
| SS-Obersturmbannführer                         | Richard Schulze-Kossens   | 12 januari 1945                    | 27 maart 1945                      |                                                                                        |
|                                                | Karl-Heinz Anlauft        | Maart 1945                         | April 1945                         |                                                                                        |
| SS-Obersturmbannführer                         | Bernhard Dietsche         | April 1945                         | 8 mei 1945                         |                                                                                        |

## Braunschweig

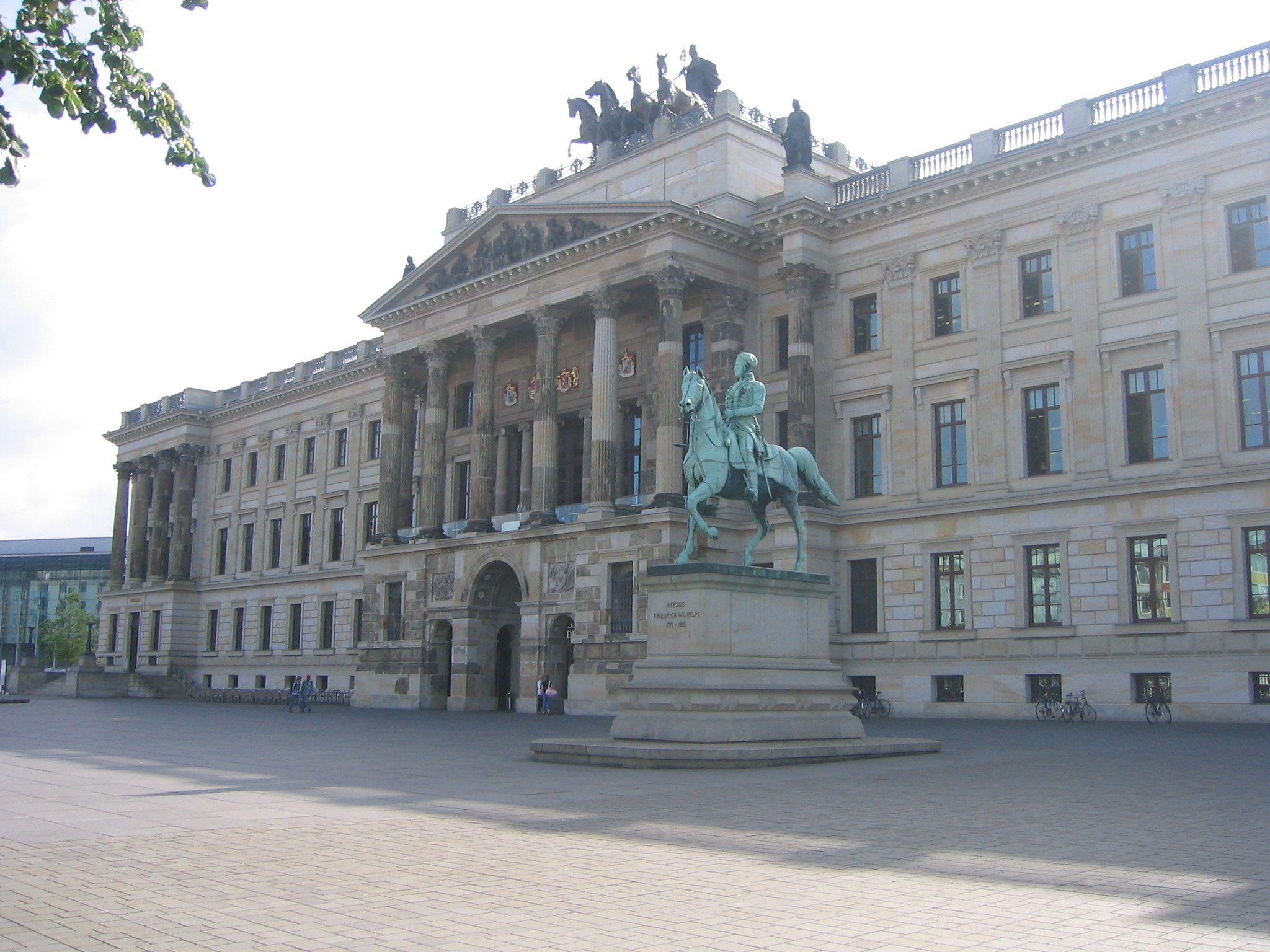
Het voormalige hoofdgebouw van Braunschweig.

| Rang                              | Naam                      | Begin           | Eind                      | Opmerking                                                                                      |
| --------------------------------- | ------------------------- | --------------- | ------------------------- | ---------------------------------------------------------------------------------------------- |
| SS-Standartenführer               | Paul Hausser              | 1 juli 1935     | 22 mei 1936 - 1 juni 1936 |                                                                                                |
| SS-Standartenführer/SS-Oberführer | Friedemann Götze          | 1 juni 1936     | 30 juni 1938              |                                                                                                |
| SS-Oberführer                     | Arnold Altvater-Mackensen | 1 februari 1938 | 1 juli 1938               | Plaatsvervangend commandant                                                                    |
| SS-Standartenführer               | Lothar Debes              | 1 januari 1940  | 1 januari 1942            |                                                                                                |
| SS-Oberführer                     | Werner Ballauff           | 1 januari 1942  | 1 mei 1945                | Plaatsvervangend commandant. Vanwege geallieerde bombardementen verplaatst naar Posen-Treskau. |

## Klagenfurt

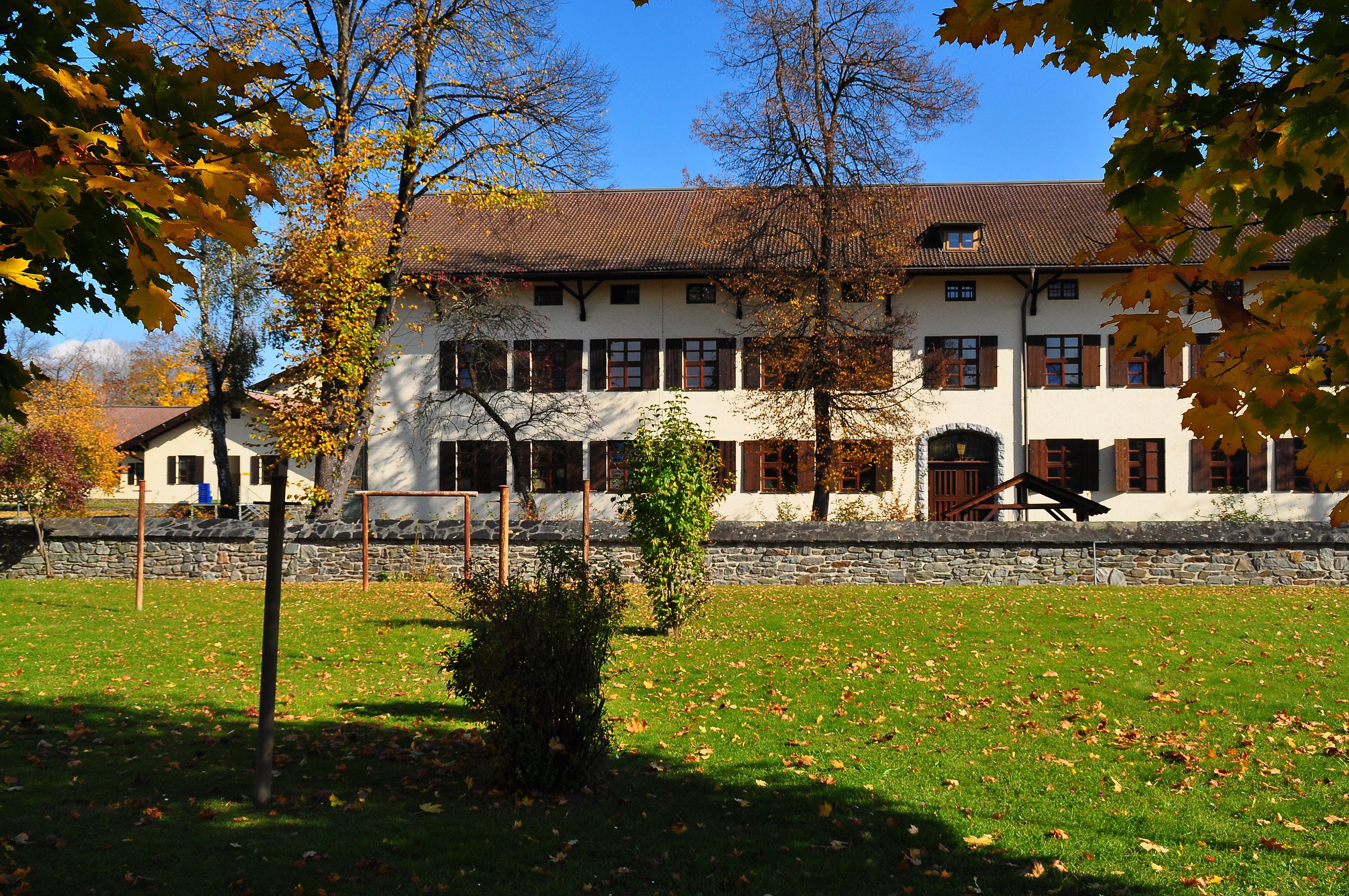
Het voormalig hoofdgebouw van Klagenfurt.

| Rang                   | Naam            | Begin        | Eind       | Opmerking |
| ---------------------- | --------------- | ------------ | ---------- | --------- |
| SS-Obersturmbannführer | Walter Bestmann | Oktober 1943 | 8 mei 1945 |           |

## Prag-Dewitz

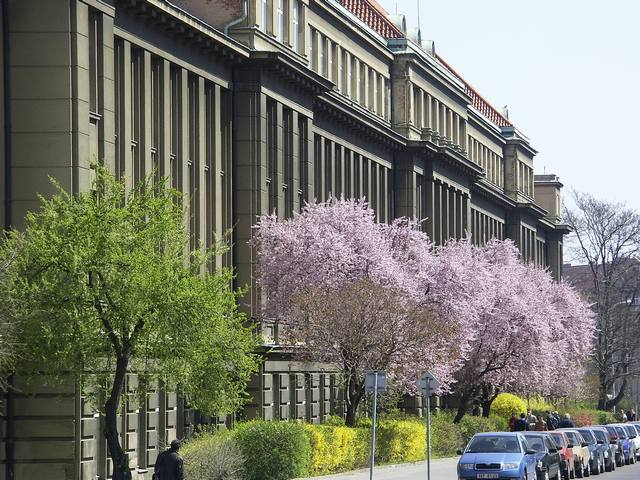
Het voormalig hoofdgebouw van Prag-Dewitz.

| Rang                | Naam             | Begin     | Eind       | Opmerking                                                |
| ------------------- | ---------------- | --------- | ---------- | -------------------------------------------------------- |
| SS-Standartenführer | Wolfgang Jörchel | Juli 1944 | 8 mei 1945 | Op 12 mei 1945 onder niet opgeklaarde redenen overleden. |

## Posen-Treskau

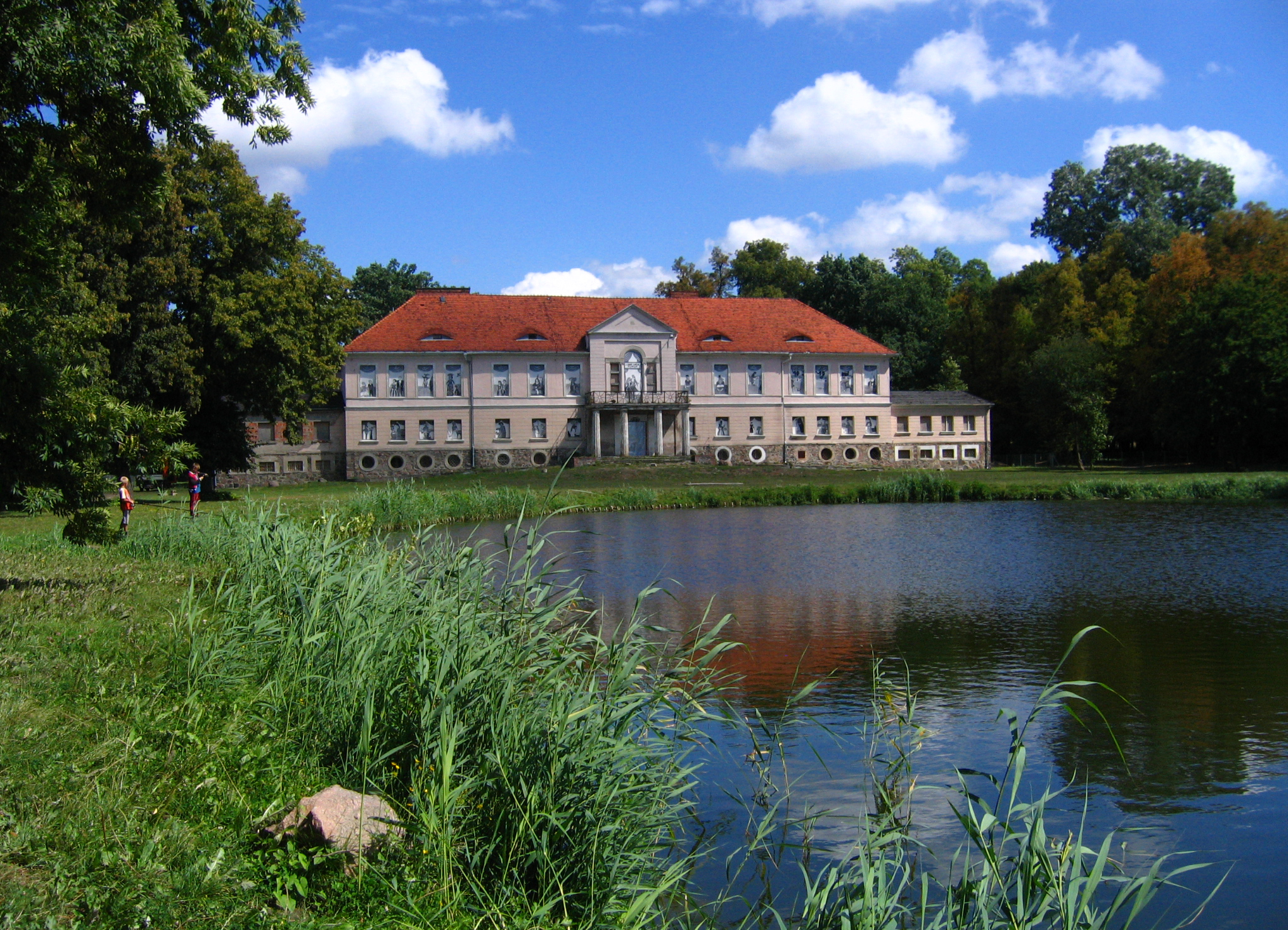
Het voormalig hoofdgebouw van Posen-Treskau.

| Rang                                           | Naam            | Begin                      | Eind            | Opmerking |
| ---------------------------------------------- | --------------- | -------------------------- | --------------- | --------- |
| SS-Brigadeführer en Generalmajor der Waffen-SS | Werner Ballauff | Januari 1943 - 1 juni 1944 | 7 februari 1945 |           |